# جراحة الحول
جراحة الحول (وتُسمى أيضًا جراحة العضلات خارج المقلة، أو جراحة العيون العضلية، أو  جراحة محاذاة العين) هي عملية جراحية على العضلات خارج المقلة لعلاج الحول، واختلال العينين. مع ما يقرب 1,200,000 جراحة تُجرى كل عام، تعدّ جراحة العضلات خارج المقلة هي ثالث أكثر جراحات العين شيوعًا في الولايات المتحدة. ومن المعروف أن أول عملية جراحية ناجحة لجراحة الحول قد أجريت في 26 تشرين الأول/أكتوبر 1839 على يد يوهان فريدريش ديفينباخ لطفل في السابعة من عمره، ويعاني من الحول الداخلي؛ وقد أجريت بعض المحاولات السابقة في 1818 من قبل وليام جيبسون من بالتيمور، وهو جراح عام وأستاذ في جامعه ميريلاند.
نشر طبيب العيون جون سكودر فكرة علاج الحول عن طريق قطع بعض ألياف العضلات خارج المقلة في الصحف الأمريكية في نيويورك عام 1837.

## الأنواع

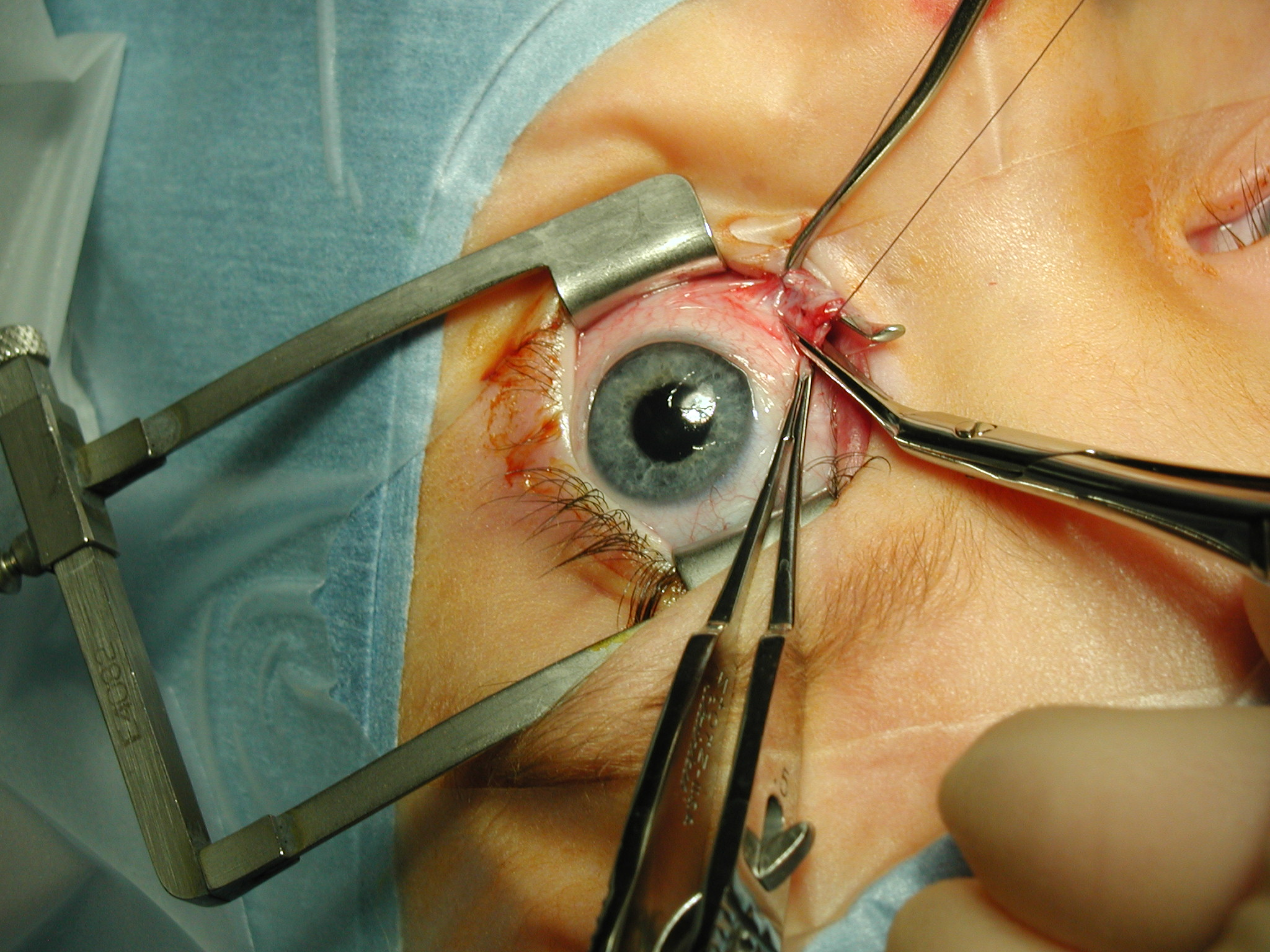
عملية فصل عضل المستقيم الوسطي

- عادة ما تقوم جراحات عضلات العين بتصحيح الحول وتشمل ما يلي:[4][5]
  - جراحات التخفيف/الإضعاف
    - الركود ينطوي على تحريك الادراج من العضلات اللاحقة نحو أصله.
    - استئصال عضله
    - منظار
    - استئصال الأوتار
    - تطويل

  - إجراءات التشديد/التعزيز
    - استئصال ينطوي علي فصل واحده من عضلات العين، وأزاله جزء من العضلات من الطرف البعيد للعضلات وأعاده ربط العضلات إلى العين[6]
    - الثني
    - التقدم، وهو تحريك عضلات العين من مكان تعليقها الأصلي على مقلة العين إلى موقع إلى الأمام أكثر.

  - جراحات التبديل/إعادة التموضع
  - جراحة القطب القابلة للتعديل هي وسيلة لإعادة ربط العضلات خارج المقلة عن طريق قطبة يمكن تقصيرها أو إطالتها في اليوم الأول بعد الجراحة للحصول على أفضل محاذاة للعين.[7][8]

جراحة الحول هو عمليّة جراحية تتطلّب يومًا واحدًا. لا يُمضي المريض سوى بضع ساعات في المستشفى ويقوم بالحدّ الأدنى من التحضيرات قبل الجراحة. أمّا متوسط مدّة الجراحة فيختلف من حالة إلى أخرى. بعد الجراحة، يجب أن يتوقّع المريض وجعًا واحمرارًا. وفي الحالات التي لا تكون فيها العمليّة هي الأولى (إعادة العمليّة)، على المريض أن يتوقّع المزيد من الألم. وتعدّ عمليّة استئصال العضلات هي الأكثر ألمًا في فترة ما بعد الجراحة بدلًا من فترة ضعف العضلة. كما أنّها تتسبّب باحمرارٍ يدوم لفترة أطول وقد يسبب بعض القيء في بدايات فترة ما بعد  الجراحة.
يزوّد الجراح المريض بغطاء لعيونه لمنع وصول الضوء إليها، ويُستحسن على المريض ارتدائه لأن تحفيز العين (على سبيل المثال،  الضوء، تحريك العينين) قد يسبب عدم الراحة.

## النتائج

### الاستقامة والتغيرات الوظيفية
الإفراط والنقص في التصحيح: قد يؤدّي التدخل الجراحي في العينين إلى استقامتها تمامًا ( استقامة البصر ) أو ما يقاربها، كما يمكن أن يؤدي إلى إفراط في التصحيح أو النقص فيه ما قد يستلزم علاجًا إضافيًّا أو تدخل جراحي آخر. ويعلو احتمال بقاء استقامة العينين على المدى الطويل إذا استطاع المريض تحقيق نوع من الانصهار في الرؤية  بعد الجراحة. وأظهرت دراسة أجريت بعد 6 أشهر من العمليّة على أطفال يعانون من الحول الإنسي بزاوية صغرى (8   ديوبتر ) أو الحول الوحشي بزاوية صغرى من الحجم عينه، أن احتمال استقامة عيني أولئك الذين كانوا يعانون من الحول الأنسي بعد خمس سنوات بعد الجراحة هو أكبر منه لدى أولئك الذين لديهم الحول الوحشي. وهناك أدلّة مبدئية على أنّ الأطفال الذين يعانون الحول الأنسي يحقّقون انصهارًا في الرؤية بعد الجراحة أفضل إذا جرى تنفيذ العلاج الجراحي في وقت مبكر.
الانحرافات الأخرى: قد تؤدي جراحة الحول لاضطرابات العضلات المائلة إلى اختلالات متتالية في العينين. أولًا، قد تؤدّي إلى انحراف عمودي منفصل. وهناك مؤشرات على أن هذا الانحراف قد يكون أقلّ شدّة إذا أجريت الجراحة للطفل في سن مبكرة جدًّا ثانيًا، قد تؤدي جراحة الحول أيضًا إلى الزيغ التدويري بأنواعه المختلفة، مما قد يؤدي إلى الحول التدويري والرؤية المزدوجة الدوارة (الشفع التدويري) إذا لم يستطع النظام البصري تعويضه.
أمّا في ما يتعلّق بجراحات العضلات المستقيمة الافقية، فمن المعروف ان الانحرافات العمودية، ونمطي A  و V والحول التدويري يمكن استباقها أو تجنبها من خلال اتخاذ بعض الاحتياطات الجراحية.
الاعتبارات الوظيفية: النتيجة المتكررة لجراحة الحول هي الحول الخفي المتتابع (المعروف أيضًا باسم متلازمة التثبيت الأحادي).
التحسينات الوظيفية والفوائد الإضافية: لفترة طويلة كان يعتقد أن المرضى البالغين الذين يعانون من الحول طويل الأمد يمكن أن يحقّق فقط تحسنًا تجميليًّا؛ أمّا في السنوات الأخيرة، فكانت هناك حالات انصهار حسية أيضًا لدى هذا النوع من المرضى، شريطة ارتفاع نسبة الاستقامة الحركية بعد الجراحة وفي حالة الحول الداخلي قبل العملية الجراحية، يوسع التصحيح المجال البصري للمريض، ويحسن رؤيته المحيطية.وعلاوة على ذلك، فان استعاده استقامة العين يمكن أن تجلب فوائد نفسيّة واجتماعية واقتصادية للمريض.

### المضاعفات
غالبًا ما يعاني المرضى من ازدواج الرؤية في الأسابيع القليلة الأولى بعد الجراحة.
وتشمل المضاعفات التي تحدث نادرًا أو نادرًا جدًّا بعد الجراحة: التهاب العين، نزيف بحال ثقب المشبك الصلبوي، انزلاق العضلات أو انفصالها، أو حتى فقدان البصر.
تؤدّي جراحة عضلات العين إلى ظهور ندبات ( التليف ) ؛ وإذا كانت الندبة واسعة النطاق، قد تظهر كنسيج أحمر على أبيض العين. يمكن تقليل التليف عن طريق استخدام ميتوميسين سي أثناء الجراحة.
وهناك أيضًا طريقة جديدة نسبيًّا، ابتكرها طبيب العيون السويسري دانيال موجون، وهي  جراحة الحول محدودة التدخل التي لديها القدرة على الحد من خطر المضاعفات وتؤدي إلى أعاده تأهيل بصري والتئام الجروح أسرع. تجرى العملية بواسطة المجهر التشغيلي، والشقوق في الملتحمة هي أصغر بكثير مما هي عليه في جراحة الحول التقليدية. وقد وثقت دراسة نشرت في 2017 أنّ عدد مضاعفات تورم الملتحمة والجفن في فترة ما بعد الجراحة الفورية هي أقلّ وأنّ نتائجها على المدى الطويل مشابهة لنتائج الجراحة التقليديّة. إنّ جراحة الحول محدودة التدخل هي تقنية يمكن استخدامها في جميع الأنواع الرئيسية لجراحة الحول مثل حالات ركود العضل المستقيم، أو عمليّات الاستئصال، أو المضاعفات، أو إعادة الجراحة، أو الانتقال، والراحة في العضلات المائلة، أو المضاعفات، والقطبات القابلة للضبط، حتى بوجود حركة محدودة.
نادرًا جدًّا، قد تحدث مضاعفات تهدد الحياة أثناء جراحة الحول بسبب المنعكس العيني القلبي. [بحاجة لمصدر]